# Xanthomelanodes brasiliensis
Xanthomelanodes brasiliensis är en tvåvingeart som beskrevs av Townsend 1929. Xanthomelanodes brasiliensis ingår i släktet Xanthomelanodes och familjen parasitflugor. Inga underarter finns listade i Catalogue of Life.